# Grb Sirije
Grb Sirije predstavlja sirijski sokol, koji je usvojen još za vrijeme unije s Egiptom, na čijim se prsima nalazi štit sa zastavom Sirije.

## Također pogledajte
- Zastava Sirije